# Buchenavia nitidissima
Buchenavia nitidissima är en tvåhjärtbladig växtart som först beskrevs av Louis Claude Marie Richard, och fick sitt nu gällande namn av A.-r.A. Alwan och C.A. Stace. Buchenavia nitidissima ingår i släktet Buchenavia och familjen Combretaceae. Inga underarter finns listade i Catalogue of Life.